# Unsichtbares Theater
Unsichtbares Theater beziehungsweise „verstecktes Theater“ wurde von kommunistischen Theatergruppen in den 1920er- und 1930er-Jahren entwickelt und von Augusto Boal in den 1960er-Jahren für die Situation der brasilianischen Militärdiktatur neu entdeckt. Es ist eine politische oder künstlerische Aktionsform, bei der es darum geht, Theaterstücke nicht auf einer Bühne aufzuführen, sondern ohne Wissen der Zuschauer an öffentlichen Orten. Das unsichtbare Theater zählt zu den Methoden des Theaters der Unterdrückten und ist eine verbreitete Form des Straßentheaters.
Doch gibt es auch Formen des „unsichtbaren Theaters“, die nur einer Verunsicherung des Publikums dienen sollen und provokanten Charakter haben und zu den Methoden der Kommunikationsguerilla zählen. Das „versteckte Theater“ wird auch mit Dario Fo in Verbindung gebracht, weil sich einige seiner Stücke für diese Theaterform sehr eignen und er selbst an solchen Aktionen beteiligt war.

## Bewusstseinsbildung
Das Unsichtbare Theater gehört zur Methoden-Reihe des Theater der Unterdrückten von Augusto Boal, der sich auf die Bewusstseinsbildung in der Pädagogik der Unterdrückten von Paulo Freire bezog. Heute wird die Befreiende Pädagogik oder Radikale Pädagogik vor allem an amerikanischen Hochschulen beider Kontinente zur Kritischen Theorie gezählt, die alle Machtverhältnisse im Lernen und in der Erziehung mit analysiert. Die Vorbereitung von Szenen dieser Art und ihre Präsentation haben sich daher auch immer an den Wirkungen der Aufklärung und Bewusstseinsbildung zu messen, alles andere ist Klamauk, wie er gerne mit „Vorsicht Kamera“ im Fernsehen gebracht wurde.

## Charakteristika
Bei dem Unsichtbaren Theater gibt es keine Bühne. Jeder beliebige Schauplatz kann zu einer Bühne werden. Die Zuschauer wissen nicht, dass sie Zuschauer sind und dass ein Theater gespielt wird, sie erleben das Geschehen zunächst als normale Alltagssituation. Allein die „richtigen“ Schauspieler wissen Bescheid, die Zuschauer werden allerdings als Akteure in das Stück miteinbezogen – ohne ihr Wissen. Gleichermaßen werden die Schauspieler zu Zuschauern, welche die Aktionen des eigentlichen Publikums beobachten. Für die Schauspieler gibt es einen geschriebenen Text, die Konfliktsituation ist von vornherein klar, muss außerdem bis ins letzte Detail geplant werden, nicht nur was die Szene und die Mitwirkenden betrifft; auch die möglichen Reaktionen der Zuschauer müssen vorweggenommen und eingeplant werden, damit die Darsteller so gut wie möglich vorbereitet sind und das Schauspiel schnell und authentisch fortführen können. Als Aufführungsort werden in der Regel öffentliche Orte mit vielen Menschen gewählt, um das nötige Publikum zu sichern. Der Zweck dieses Theaters ist nicht Chaos, sondern die Sicht auf bestimmte Ziele zu lenken.
Das unsichtbare Theater ist in dem Sinne subversiv, als dass es bestehende soziale Ordnungen und Gewohnheiten in Frage stellt. Die Zielsetzung ist meist politisch oder gesellschaftskritisch motiviert, in der Ursprungsform von Boal als verdeckter, aber dennoch sichtbarer Ausdruck von Protest.
Ein Beispiel verdeutlicht den Zweck des Unsichtbaren Theaters:
Es ist Premierenabend einer Veranstaltung, ein dünner Mann mit zerrissener Kleidung geht traurig an den eleganten Damen und Herren vorbei und schaut sie an. Andere Schauspieler stehen unauffällig dabei.
Während sich die Masse daraufhin in Bewegung setzt, ihre Plätze einzunehmen, bricht der magere Mann zusammen. Dies geschieht in Zeitlupe, um die Aufmerksamkeit aller auf sich zu ziehen: Erst mimt er Unwohlsein, sucht Halt an der Wand, bittet um Hilfe und sinkt anschließend zu Boden. Möglicherweise eilen ihm einige Leute zu Hilfe.
Nachdem ein „Arzt“ aufgetaucht ist, unterhalten sich die anderen Schauspieler über Elendsreportagen in den Tageszeitungen und über Hungersnöte in Afrika. Anschließend stellt der Arzt seine Diagnose: ein Schwächeanfall, weil der Mann wohl tagelang nichts gegessen hätte.
Daraufhin bitten einige Schauspieler die Besucher, ihre Eintrittskarten zur Verfügung zu stellen, um dem Mann einige Lebensmittel zu kaufen. Sie zählen auf, was man alles für eine Eintrittskarte kaufen könnte: wie viel Fleisch, Salat, Eier etc. Ziel ist, dass jeder Zuschauer den Preis seiner Premierenkarte in Fleisch, Salat, Eier etc. umrechnet, und jeder einzelne wird gefragt, ob es wirklich nötig sei, sein Geld für immer die gleichen Arien auszugeben, anstatt es für ärmere Familien zu spenden. Dann wird laut ausgerechnet, wie viel man von jedem Lebensmittel kaufen kann. Zwar spenden nicht alle Besucher etwas, jedoch sind sie vor allen bloßgestellt und womöglich zum Denken angeregt worden.